# ChemSec
ChemSec (International Chemical Secretariat) ist eine in Göteborg ansässige internationale Umweltschutzorganisation.

## Zweck
Die Organisation wurde 2002 zum Zweck gegründet, sich für eine strengere Regulierung von potentiell gefährlichen chemischen Stoffen einzusetzen und durch eine Zusammenarbeit mit Industrie und Gewerbe zu erreichen, dass die Herstellung und Verwendung von gefährlichen Stoffen in Produkten und Lieferketten verringert werden kann. Besonders besorgniserregende Stoffe, welche die SVHC-Kriterien der REACH-Verordnung erfüllen, werden die SIN List (Substitute It Now!) aufgenommen. Die Liste enthält 830 Einträge (Stand Januar 2015).

## Tools
ChemSec stellt auf seiner Website verschiedene Tools zur Verfügung:
- Marketplace: Marktplatz für Substitute zu gefährlichen Chemikalien
- SIN List: Liste von Chemikalien, die substituiert werden sollten
- SIN Producers: Hersteller oder Verwender von ebensolchen Chemikalien
- SINimilarity: Überprüfung der strukturellen Ähnlichkeit zu Chemikalien der SIN List
- SUBSPORT: Informationsplattform zu Alternativen (chemische Substitute oder alternative Technologien)
- Textile Guide: Hilfestellung für Textilchemikalien

## Organisation
Der Vorstand setzt sich aus je einem Vertreter der vier Gründungsorganisationen zusammen:
- Svenska Naturskyddsföreningen, Helena Norin (Vorsitzende)
- WWF Schweden, Erik Pettersson
- Friends of the Earth Schweden, Sven-Erik Sjöstrand
- Fältbiologerna Schweden, Haldor Lorimer-Olsson

Finanziert wird die Organisation vom schwedischen Staat, wohltätigen Organisationen sowie anderen Nichtregierungsorganisationen.

## Veröffentlichungen (Auswahl)
- Cry Wolf – Predicted costs by industry in the face of new environmental regulations, 2015.
- The SIN Producers List for Investors, 2014.
- Greening Consumer Electronics: Moving Away from Bromine and Chlorine, 2009.
- Substitution 1.0 – the art of delivering toxic-free products, 2008.
- Implications of REACH for developing countries, 2006.